# Большое Лопатино (Нижегородская область)
Большое Лопатино — деревня в составе Семёновского сельсовета в Уренском районе Нижегородской области.

## География
Находится на расстоянии примерно 19 километров по прямой на юг-юго-запад от районного центра города Урень.

## История
Известна с 1723 года. Деревня до 1768 года относилась к главной дворцовой канцелярии, потом Придворной конторы, с 1797 крестьяне стали удельными. Население было старообрядцами-беспоповцами. В 1916 году было учтено 59 дворов и 298 жителей. В советское время работали колхоз «Ворошиловский боец». В 1978 году было 76 дворов и 190 жителей, а 1994 61 и 135 соответственно.

## Население
Постоянное население составляло 101 человек (русские 98 %) в 2002 году, 95 в 2010.